# Coregonus
Genre
Coregonus est un genre de poissons voisins des saumons (de la famille des salmonidés). L'espèce type en est le corégone lavaret (C. lavaretus). Les corégones sont réputés d'un point de vue culinaire parmi les poissons à chair blanche et se consomment grillés, rissolés au four ou fumés.

## Différenciation
Le nom scientifique donné à ce genre de poissons vient du grec κόρη (kórē) « fille ; pupille » et γωνία (gōnía) « angle », parce que sa pupille forme un angle. Ils partagent toutefois cette caractéristique avec un grand nombre d'autres poissons. Dans la famille des salmonidés, le genre des corégones est celui qui compte le plus d'espèces, dont au moins 78 ont été décrites, mais leur nombre exact est encore débattu. Elles sont difficiles à distinguer sur la base de leur seule apparence ; leur différenciation se fait à partir de leurs branchiospines dont le nombre, la forme et l'agencement varient suivant les espèces et qui ont une influence sur leur comportement alimentaire.
Les corégones se trouvent au Canada, en Russie et dans le nord de l'Europe. Ils vivent le plus souvent dans des lacs profonds (env. 50 m), notamment dans le nord des Alpes. Certaines espèces sont adaptées à l'eau salée, par exemple en mer du Nord et dans la Baltique, ou migrent entre les eaux salées et douces. Ils ont également souvent été introduits dans des lacs artificiels ou plus difficiles d'accès.
Selon les espèces, les corégones se nourrissent de plancton ou d'animaux de plus grande taille. Les espèces apparentées occupent souvent des niches écologiques différentes. Elles se distinguent par exemple par la façon d'absorber leur nourriture, dans les eaux libres ou dans le sol.
Certaines espèces ont aussi des organes produisant du mucus dans le pharynx pour faciliter la collecte du plancton.
Les populations qui ont colonisé les lacs d'origine glaciaire il y a près de 15 000 ans et qui ont depuis lors vécu en isolation peuvent être considérées comme des exemples de l'évolution qui mènent à la formation de nouvelles espèces lorsqu'elles s'adaptent aux conditions de vie spécifiques à chaque partie du lac. Elles peuvent évoluer en parallèle dans différents lacs, donnant des formes et des comportements similaires sans être apparentées. Il en résulte une multitude de formes locales qui ne sont pas toujours des espèces réellement différentes, mais plutôt des races ou des sous-espèces qui se distinguent plus par leur apparence que par leurs gènes et qui sont exposées à l'hybridation.

## Description
Les corégones sont des poissons au corps allongé possédant une nageoire adipeuse comme tous les salmonidés. Le ventre est blanc, les flancs argentés et le dos bleuté. Leur bouche est petite et ils possèdent une ligne latérale bien marquée. Ils se déplacent en bandes à des profondeurs variant en fonction de la répartition du zooplancton dont ils se nourrissent, de préférence des crustacés et des larves d’insectes, mais occasionnellement aussi des mollusques et des poissons ou leurs œufs. Ils vivent dans des eaux froides bien oxygénées et l’incubation se fait en hiver entre 3 et 6 °C.

## Protection
Beaucoup d'espèces du genre Coregonus ont été ou sont en voie de régression ou à la limite de l'extinction, et à ce titre protégées par l'appendice III de la Convention de Berne. Que ce soit en Amérique du Nord ou en Europe, elles ont souffert de la surpêche au XIXe et au XXe siècle. Elles ont également souffert de la concurrence due à l'introduction d'espèces apparentées puis de l'eutrophisation des lacs dans la deuxième moitié du XXe siècle. L'étroitesse de leur aire de répartition, souvent limitée à une partie d'un seul lac, est un autre problème pour leur survie. Au total, neuf espèces sont éteintes et trois n'ont plus été observées depuis des décennies. Dix-neuf sont considérées comme menacées.

## Espèces
Cette liste présente de nombreuses espèces européennes comme étant distinctes sur la base du travail de Kottelat et Freyhof publié en 2007. D'autres spécialistes considèrent qu'il n'y existe que deux espèces principales, C. albula et C. lavaretus, ce dernier étant très polymorphe.
- Coregonus albellus Fatio, 1890 – brienzlig, lac de Brienz en Suisse, non menacé
- Coregonus albula (Linnaeus, 1758) - Corégone blanc. Nord de l'Europe, apparenté au complexe C. sardinella
- † Coregonus alpenae (Koelz, 1924) – lacs Huron, Michigan et Erié. Observé pour la dernière fois en 1975, parfois considéré comme une variante de C. zenithicus. Fait partie du complexe des ciscos C. artedi.
- Coregonus alpinus Fatio, 1885 – kropfer, lac de Thoune en Suisse, non menacé. Anciennement décrit comme sous-espèce de C. schinzii.
- Coregonus arenicolus Kottelat, 1997 – sandfelchen, lac de Constance, menacé. Anciennement considéré par erreur comme une forme de C. nasus. Hybridisé et étroitement apparenté avec les autres corégones du lac: C. wartmanni et C. macrophthalmus.
- Coregonus artedi Lesueur, 1818 – cisco de l'est, corégone cisco. Canada et Grands lacs, fait partie du complexe des ciscos C. artedi avec Coregonus alpenae, Coregonus artedi, Coregonus johannae,  Coregonus hoyi, Coregonus kiyi, Coregonus nigripinnis, Coregonus reighardi, Coregonus zenithicus, Coregonus hubbsi
- Coregonus atterensis Kottelat, 1997 - Autriche
- Coregonus autumnalis (Pallas, 1776) – cisco de l'Arctique (Sibérie et Canada)
- Coregonus baunti (Mukhomediyarov, 1948)
- Coregonus bavaricus Hofer in Vogt & Hofer, 1909 – espèce en danger de l'Ammersee (Bavière), anciennement considéré comme une sous-espèce de C. gutturosus.
- † Coregonus bezola Fatio, 1888 – bézoule, lac du Bourget, espèce éteinte qui se reproduisait à plus grande profondeur
- Coregonus candidus Goll, 1883 – bondelle, lacs de Bienne et  de Neuchâtel, menacé. A été mis en relation avec C. macrophthalamus. Parfois considéré comme un écotype de C. lavaret.
- Coregonus chadary Dybowski, 1869 – bassin de l'Amour
- Coregonus clupeaformis (Mitchill, 1818) - grand corégone, corégone du lac – région des Grands Lacs, très diversifié avec un écotype normal et un nain.
- Coregonus clupeoides Lacepède, 1803 – Ecosse, anciennement considéré comme C. lavaretus
- Coregonus confusus Fatio, 1885 – pfärrit, lac de Bienne, menacé. Anciennement considéré comme une sous-espèce de C. suidtieri
- Coregonus danneri Vogt in Vogt & Hofer, 1908 – Traunsee (Autriche), vulnérable.
- Coregonus duplex Fatio, 1880 – grundler, Walensee (Suisse), non menacé.
- Coregonus fatioi Kottelat, 1997, albock, lacs de Thoune et de Brienz, non menacé. Anciennement considéré comme une sous-espèce de C. wartmanni.
- † Coregonus fera Jurine, 1825, nom invalide remplacé par Coregonus schinzii Fatio, 1885 - Féra du Léman. Anciennement regroupé avec C. arenicolus et considéré comme synonyme de C. maraena.
- Coregonus fontanae Schulz & Freyhof, 2003 – Grand Stechlinsee (Allemagne), poisson de 10-12 cm ayant évolué à partir de C. albula
- † Coregonus gutturosus (Gmelin, 1818) – kilch, poisson du lac de Constance qui a souffert de l'eutrophisation du lac et du manque d'oxygène dans ses couches profondes. Eteint dans les années 1970. Anciennement décrit sous le nom de C. acronius avec C. bavaricus.
- Coregonus heglingus Schinz, 1822 – hägling, lacs de Zurich et de Walenstadt, non menacé.
- † Coregonus hiemalis Jurine, 1825 - Corégone gravenche, lac Léman, anciennement décrit comme sous-espèce de C. lavaret
- Coregonus hoferi Berg, 1932 – Chiemsee (Allemagne).
- Coregonus hoyi (Milner, 1874) – Grands lacs, vulnérable. Fait partie du complexe des ciscos C. artedi.
- Coregonus huntsmani Scott, 1987 - Corégone de l'Atlantique, Petite Rivière (Canada), vulnérable.
- † Coregonus johannae (Wagner, 1910) – lacs Huron et Michigan, fait partie du complexe des ciscos C. artedi
- Coregonus kiyi (Koelz, 1921) – Grands lacs, fait partie du complexe des ciscos C. artedi.
- Coregonus laurettae Bean, 1881- Autour du détroit de Bering. Souvent considéré comme un C. autumnalis.
- Coregonus lavaretus (Linnaeus, 1758) - corégone lavaret, lac du Bourget, non menacé.
- Coregonus lucinensis Thienemann, 1933  - Breiter Luzin (Allemagne)
- Coregonus macrophthalmus Nüsslin, 1882 - gangfisch, lac de Constance, menacé. Très semblable à C. wartmanni, mais se différencie au niveau du comportement et de la croissance. Parfois considéré comme un écotype de C. lavaret.
- Coregonus maraena (Bloch, 1779) – rivières de la Baltique, traditionnellement considéré comme un C. lavaretus
- Coregonus maxillaris Günther, 1866 - Suède
- Coregonus megalops Widegren, 1863 - Scandinavie
- Coregonus migratorius (Georgi, 1775) - omoul, région du lac Baïkal. 4 ou 5 variantes appartenant au complexe C. lavaretus-C. clupeaformis. Anciennement considéré par erreur comme une sous-espèce de C. autumnalis.
- Coregonus muksun (Pallas, 1814) – nord de la Sibérie
- Coregonus nasus (Pallas, 1776) – Sibérie et Alaska, nombreuses formes distinctes.
- Coregonus nelsonii Bean, 1884 – rivières de l'Alaska. Fait partie du complexe C. clupeaformis.
- † Coregonus nigripinnis (Milner, 1874) – Grands Lacs, fait partie du complexe des ciscos C. artedi, le dernier exemplaire a été vu en 2006.
- Coregonus nilssoni Valenciennes in Cuvier & Valenciennes, 1848 – lacs de l'ouest de la Baltique, non menacé.
- Coregonus nobilis Haack, 1882  - Edelfisch, lac des Quatre-Cantons, menacé.
- † Coregonus oxyrinchus (Linnaeus, 1758) – rivières de la mer du Nord. Une population subsiste au Danemark mais certains estiment que ce sont des C. maraena
- Coregonus palaea Cuvier, 1829 –  palée, lac de Neuchâtel, non menacée.
- Coregonus pallasii Valenciennes in Cuvier & Valenciennes, 1848 – mer Baltique
- Coregonus peled (Gmelin, 1789) – Nord de la Russie et Baltique, apparenté au complexe C. sardinella
- Coregonus pennantii Valenciennes in Cuvier & Valenciennes, 1848 – Lac Bala (pays de Galles),  également considéré comme variante de C. lavaretus
- Coregonus pidschian (Gmelin, 1789) – essentiellement autour de l'Arctique, membre du  complexe C. clupeaformis
- Coregonus pollan Thompson, 1835 – Irlande, semblable à C. autumnalis
- † Coregonus reighardi (Koelz, 1924) - cisco à museau court, lac Huron, en danger critique ou éteint, fait partie du complexe des ciscos C. artedi.
- Coregonus renke (Paula Schrank, 1783) – Bavière et Autriche
- † Coregonus restrictus Fatio, 1885 – férit, lac de Morat, vu pour la dernière fois en 1890.
- Coregonus sardinella Valenciennes in Cuvier & Valenciennes, 1848 – Sibérie, très étroitement lié à  C. albula
- Coregonus stigmaticus Regan, 1908 – district des Lacs (Angleterre), également considéré comme variante de C. lavaretus
- Coregonus suidteri Fatio, 1885 – Suisse centrale
- Coregonus trybomi Svärdson, 1979 – Suède, considéré comme écotype de C. albula
- Coregonus tugun (Pallas, 1814)  - Sibérie
- Coregonus ussuriensis Berg, 1906 – région de l'Oussouri (Russie et Chine)
- Coregonus vandesius Richardson, 1836 – Grande-Bretagne, semblable à C. albula
- Coregonus wartmanni (Bloch, 1784) – blaufelchen, lac de Constance, menacé. Très semblable à C. macrophthalmus, mais se différencie au niveau du comportement et de la croissance. Parfois considéré comme un écotype de C. lavaretus.
- Coregonus widegreni Malmgren, 1863 – Baltique, considéré comme un écotype de C. lavaretus.
- Coregonus zenithicus (Jordan & Evermann, 1909) - cisco à mâchoires égales, Grands Lacs, fait partie du complexe des ciscos C. artedi.
- Coregonus zuerichensis Nüsslin, 1882 – blaalig, lac de Zurich et Walensee
- Coregonus zugensis Nüsslin, 1882 – albeli, lac des Quatre-Cantons, non menacé